# Ciclismo ai Giochi della XVI Olimpiade
Le competizioni di ciclismo dei Giochi della XVI Olimpiade si svolsero dal 3 al 6 dicembre 1956 al  Olympic Park Velodrome per le competizioni su pista mentre le competizioni su strada si svolsero il giorno 7 dicembre 1956 su un circuito a Melbourne.
Come ad Helsinki 1952 si disputarono due eventi su strada e quattro su pista.

## Programma
| Ciclismo ai Giochi della XVI Olimpiade | Ciclismo ai Giochi della XVI Olimpiade | Ciclismo ai Giochi della XVI Olimpiade | Ciclismo ai Giochi della XVI Olimpiade | Ciclismo ai Giochi della XVI Olimpiade | Ciclismo ai Giochi della XVI Olimpiade | Ciclismo ai Giochi della XVI Olimpiade | Ciclismo ai Giochi della XVI Olimpiade | Ciclismo ai Giochi della XVI Olimpiade | Ciclismo ai Giochi della XVI Olimpiade | Ciclismo ai Giochi della XVI Olimpiade | Ciclismo ai Giochi della XVI Olimpiade | Ciclismo ai Giochi della XVI Olimpiade | Ciclismo ai Giochi della XVI Olimpiade | Ciclismo ai Giochi della XVI Olimpiade | Ciclismo ai Giochi della XVI Olimpiade | Ciclismo ai Giochi della XVI Olimpiade | Ciclismo ai Giochi della XVI Olimpiade |
| Eventi / Giorni                        | Novembre/Dicembre 1956                 | Novembre/Dicembre 1956                 | Novembre/Dicembre 1956                 | Novembre/Dicembre 1956                 | Novembre/Dicembre 1956                 | Novembre/Dicembre 1956                 | Novembre/Dicembre 1956                 | Novembre/Dicembre 1956                 | Novembre/Dicembre 1956                 | Novembre/Dicembre 1956                 | Novembre/Dicembre 1956                 | Novembre/Dicembre 1956                 | Novembre/Dicembre 1956                 | Novembre/Dicembre 1956                 | Novembre/Dicembre 1956                 | Novembre/Dicembre 1956                 | Novembre/Dicembre 1956                 |
| Eventi / Giorni                        | 22                                     | 23                                     | 24                                     | 25                                     | 26                                     | 27                                     | 28                                     | 29                                     | 30                                     | 1                                      | 2                                      | 3                                      | 4                                      | 5                                      | 6                                      | 7                                      |                                        |
| Prove su strada                        | Prove su strada                        | Prove su strada                        | Prove su strada                        | Prove su strada                        | Prove su strada                        | Prove su strada                        | Prove su strada                        | Prove su strada                        | Prove su strada                        | Prove su strada                        | Prove su strada                        | Prove su strada                        | Prove su strada                        | Prove su strada                        | Prove su strada                        | Prove su strada                        | Prove su strada                        |
| -------------------------------------- | -------------------------------------- | -------------------------------------- | -------------------------------------- | -------------------------------------- | -------------------------------------- | -------------------------------------- | -------------------------------------- | -------------------------------------- | -------------------------------------- | -------------------------------------- | -------------------------------------- | -------------------------------------- | -------------------------------------- | -------------------------------------- | -------------------------------------- | -------------------------------------- | -------------------------------------- |
| In linea                               |                                        |                                        |                                        |                                        |                                        |                                        |                                        |                                        |                                        |                                        |                                        |                                        |                                        |                                        |                                        | Finale                                 |                                        |
| A squadre                              |                                        |                                        |                                        |                                        |                                        |                                        |                                        |                                        |                                        |                                        |                                        |                                        |                                        |                                        |                                        | Finale                                 |                                        |
| Prove su pista                         |                                        |                                        |                                        |                                        |                                        |                                        |                                        |                                        |                                        |                                        |                                        |                                        |                                        |                                        |                                        |                                        |                                        |
| Velocità                               |                                        |                                        |                                        |                                        |                                        |                                        |                                        |                                        |                                        |                                        |                                        | Eliminatorie                           | Eliminatorie                           |                                        | Finale                                 |                                        |                                        |
| Chilometro a cronometro                |                                        |                                        |                                        |                                        |                                        |                                        |                                        |                                        |                                        |                                        |                                        |                                        |                                        |                                        | Finale                                 |                                        |                                        |
| Tandem                                 |                                        |                                        |                                        |                                        |                                        |                                        |                                        |                                        |                                        |                                        |                                        | Eliminatorie                           | Eliminatorie                           |                                        | Finale                                 |                                        |                                        |
| Inseguimento a squadre                 |                                        |                                        |                                        |                                        |                                        |                                        |                                        |                                        |                                        |                                        |                                        | Eliminatorie                           | Finale                                 |                                        |                                        |                                        |                                        |

## Podi
| Evento                             | Oro                                                                          | Perform. | Argento                                                                | Perform. | Bronzo                                                          | Perform. |
| Ciclismo su strada                 |                                                                              |          |                                                                        |          |                                                                 |          |
| Corsa in linea (dettagli)          | Ercole Baldini                                                               | 5:21'17" | Arnaud Geyre                                                           | a 1'59"  | Alan Jackson                                                    | a 1'59"  |
| Corsa a squadre (dettagli)         | Francia Arnaud Geyre Maurice Moucheraud Michel Vermeulin                     | 22       | Gran Bretagna Alan Jackson Stan Brittain Bill Holmes                   | 23       | Germania Horst Tüller Gustav-Adolf Schur Reinhold Pommer        | 27       |
| Ciclismo su pista                  |                                                                              |          |                                                                        |          |                                                                 |          |
| Velocità (dettagli)                | Michel Rousseau                                                              |          | Guglielmo Pesenti                                                      |          | Dick Ploog                                                      |          |
| Chilometro a cronometro (dettagli) | Leandro Faggin                                                               | 1'09"8   | Ladislav Fouček                                                        | 1'11"4   | Jimmy Swift                                                     | 1'11"6   |
| Tandem (dettagli)                  | Australia Ian Browne Tony Marchant                                           |          | Cecoslovacchia Ladislav Fouček Václav Machek                           |          | Italia Giuseppe Ogna Cesare Pinarello                           |          |
| Inseguimento a squadre (dettagli)  | Italia Leandro Faggin Valentino Gasparella Antonio Domenicali Franco Gandini |          | Francia Michel Vermeulin Jean-Claude Lecante René Bianchi Jean Graczyk |          | Gran Bretagna Don Burgess Mike Gambrill John Geddes Tom Simpson |          |

## Medagliere
| Posizione | Paese          |   |   |   | Totale |
| --------- | -------------- | - | - | - | ------ |
| 1         | Italia         | 3 | 1 | 1 | 5      |
| 2         | Francia        | 2 | 2 | 0 | 4      |
| 3         | Australia      | 1 | 0 | 1 | 2      |
| 4         | Cecoslovacchia | 0 | 2 | 0 | 2      |
| 5         | Gran Bretagna  | 0 | 1 | 2 | 3      |
| 6         | Sudafrica      | 0 | 0 | 1 | 1      |
| 6         | Germania       | 0 | 0 | 1 | 1      |
| Totale    | Totale         | 6 | 6 | 6 | 18     |